# Benington Castle

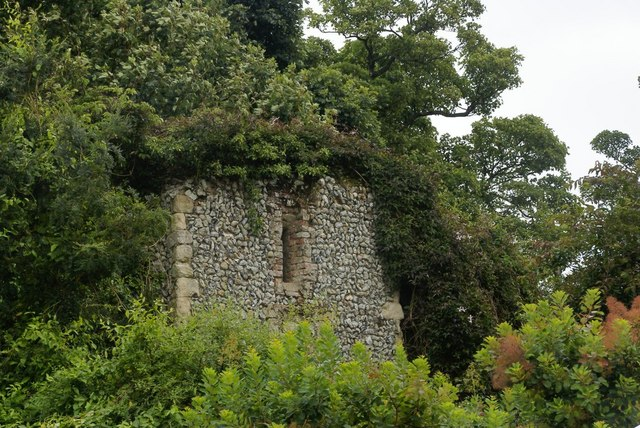
Folly Benington Castle

Benington Castle ist eine Burgruine im Dorf Benington bei Stevenage in der englischen Grafschaft Hertfordshire. Sie gilt als Scheduled Monument und English Heritage hat sie als historisches Gebäude I. Grades gelistet.
Die Burg wurde als Mottenfestung Ende des 11. oder Anfang des 12. Jahrhunderts auf Geheiß von Peter de Valoignes gebaut. 1136 ließ Roger de Valoignes eine steinerne Burg mit Donjon errichten. 1177 ordnete König Heinrich II. die Zerstörung des Turms an, aber 1192 war die Burg wiederhergestellt. 1212 wurde Benington Castle endgültig zerstört, nachdem Robert FitzWalter gegen König Johann Ohneland rebelliert hatte.
Nur die Fundamente des Donjons und einige Erdwerke sind bis heute erhalten. 1832 ließ George Proctor ein neunormannisches Torhaus, ein Sommerhaus und eine Kurtine hinzufügen.